# Phrixosceles phricotarsa
Phrixosceles phricotarsa är en fjärilsart som beskrevs av Edward Meyrick 1916. Phrixosceles phricotarsa ingår i släktet Phrixosceles och familjen styltmalar. Inga underarter finns listade i Catalogue of Life.